# Жан-Крістоф Перо
Жан-Крістоф Перо  (фр. Jean-Christophe Peraud, 22 травня 1977) — французький велогонщик, олімпійський медаліст.

## Виступи на Олімпіадах
| Олімпіада  | Дисципліна               | Місце |
| ---------- | ------------------------ | ----- |
| Афіни 2004 | гірський велосипед, крос | 11    |
| Пекін 2008 | гірський велосипед, крос | 2     |